# Theodore Calvin Pease
Theodore Calvin Pease (* 25. November 1887 in Cassopolis; † 1948) war ein US-amerikanischer Historiker.

## Leben
Er studierte an der University of Chicago, wo er 1907 einen Bachelor in Geschichte und einen 1914 Ph.D. erwarb. Er lehrte von 1914 bis 1948 am History Department der University of Illinois.

## Schriften (Auswahl)
- The Leveller movement. A study in the history and political theory of the English great civil war. Baltimore 1916.
- Illinois in the World war. Springfield 1921.
- The frontier state, 1818–1848. Chicago 1922.
- Anglo-French boundary disputes in the West, 1749–1763. Springfield 1936.